# Cipião Africano
Públio Cornélio Cipião Africano (m. 183 a.C.; em latim: Publius Cornelius Scipio Africanus Maior), mais conhecido apenas como Cipião Africano, foi um general, estadista e político romano da família dos Cipiões da gente Cornélia da República Romana eleito cônsul por duas vezes, em 205 e 194 a.C., com Públio Licínio Crasso Dives e Tibério Semprônio Longo respectivamente. Um dos maiores generais romanos de toda a história, derrotou Aníbal na Batalha de Zama, encerrando a Segunda Guerra Púnica. Quando Cipião morreu em meio a acusações de seus rivais de ter aceitado suborno do rei da Síria selêucida, Antíoco III, a quem havia derrotado na Ásia Menor, auto-exilado em sua villa na Campânia, teria dito que Minha pátria ingrata não terá meus ossos antes de morrer.

## Primeiros anos

### Família
Cipião era membro da gente Cornélia, uma das mais antigas e poderosas famílias patrícias de Roma e era filho do cônsul de 218 a.C., Públio Cornélio Cipião, morto em combate contra os cartagineses na Hispânia com o irmão (e tio de Cipião), Cneu Cornélio Cipião Calvo. Casou-se com Emília Paula, filha do cônsul Lúcio Emílio Paulo e irmã de Lúcio Emílio Paulo Macedônico. Teve dois filhos conhecidos, Públio Cornélio Cipião, que foi pretor em 174 a.C., e Cornélia, famosa por ter sido a mãe dos irmãos Gracos.
Segundo uma lenda contada por Tito Lívio, Cipião teria nascido, assim como Alexandre, o Grande, da união com uma grande serpente que se materializava no leito de sua mãe e que desaparecia sempre que ouvia a aproximação de alguém.

## Segunda Guerra Púnica
Iberia 218-217BC-es.svg

### Sob o comando do pai (218 a.C.)

Rota da invasão de Aníbal. Cipião lutou com seu pai, o cônsul Públio Cornélio Cipião, na Batalha de Ticino e na desastrosa Batalha de Canas

A primeira notícia sobre a vida pública de Cipião data de 218 a.C., quando, com apenas dezessete anos, serviu no exército do pai na desastrosa Batalha de Ticino. Aníbal havia acabado de cruzar os Alpes e encontrou o exército do cônsul Públio Cornélio Cipião, pai de Cipião Africano, que foi derrotado e gravemente ferido, sendo salvo, segundo Tito Lívio, pelo filho :
| “ | [...] seu pai lhe havia entregado o comando de uma turma de cavaleiros especialmente selecionados para garantir a segurança pessoal do cônsul; ele [Públio], quando do decorrer da batalha, percebeu que seu pai, junto com somente dois ou três cavaleiros, estava cercado pelo inimigo e havia sido perigosamente ferido, inicialmente tentou incitar os homens que estavam próximos para que fossem socorrer o pai; quando percebeu que eles, diante do grande número de inimigos que cercavam seu pai, titubearam e se acovardaram, conta-se que ele, com incrível audácia, se lançou sozinho à carga contra os inimigos que haviam cercado seu pai. Somente então que os outros cavaleiros se sentiram na obrigação de atacar. Os inimigos surpreendidos se puseram em fuga e Públio Cipião [pai], salvo de uma maneira um tanto inesperada, foi o primeiro a saudar, na presença de todos, o próprio filho como seu salvador. | ” |
|   | — Políbio, Histórias X, 3.4-6. |   |

O pai, cônsul e comandante das forças militares romanas na região, quis, por conta do comportamento heroico demonstrado pelo filho, recompensá-lo com a coroa cívica, mas Cipião recusou dizendo "que seu ato foi recompensado por si". Seja como for, o ato lhe valeu uma fama de valoroso e bravo entre os romanos. Políbio conta que, a partir de então, em suas batalhas seguintes, Cipião raramente arriscava a própria vida quando as esperanças de sucesso de sua pátria estavam em suas mãos:
| “ | E este é um comportamento típico não de um comandante que se entrega à Fortuna, mas de um dotado de inteligência. | ” |
|   | — Políbio, Histórias X, 3.7.                                                                                      |   |

### Batalha de Canas (216 a.C.)

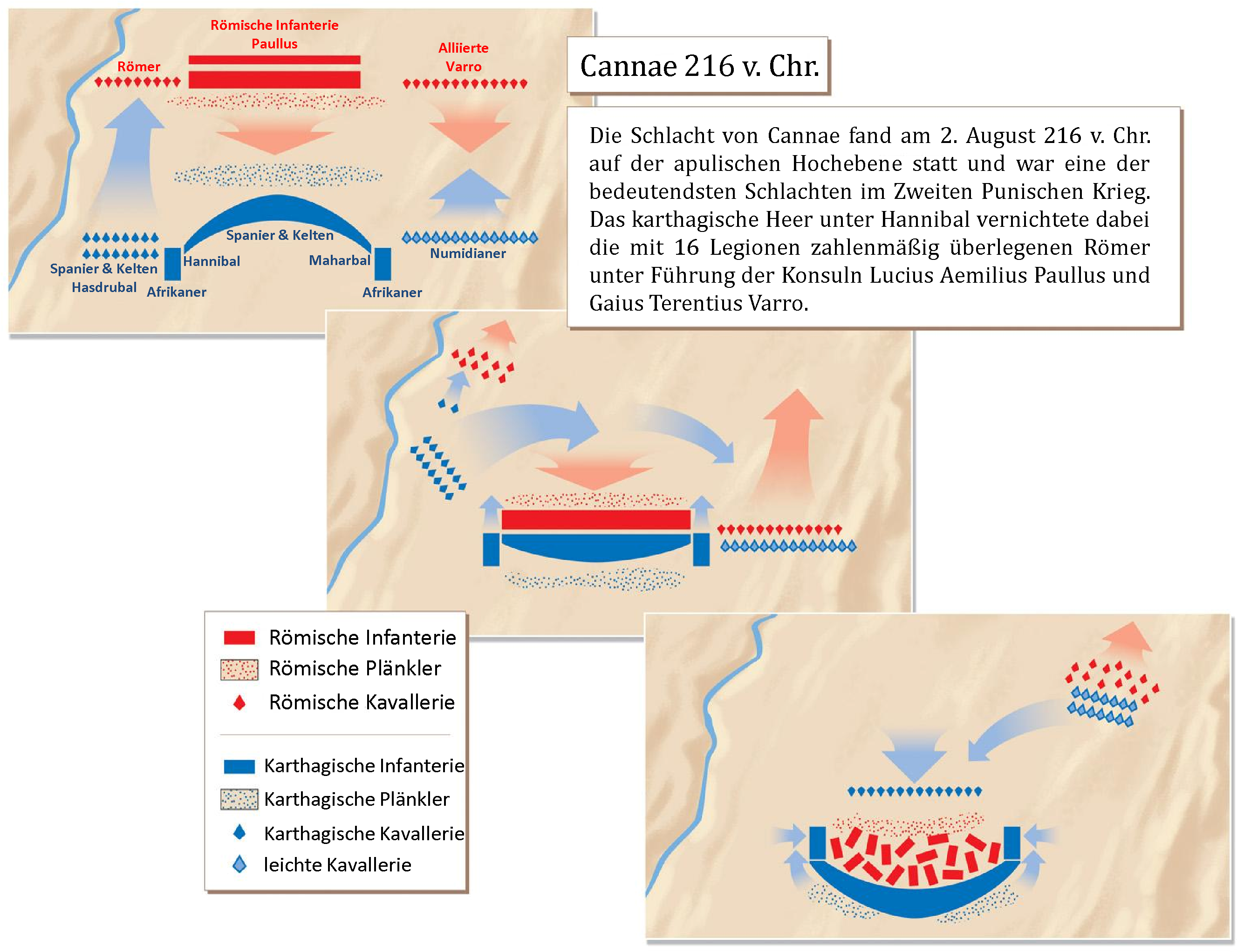
Diagrama da vitória de Aníbal na Batalha de Canas

Dois anos depois, em 216 a.C., os romanos foram novamente derrotados na desastrosa Batalha de Canas, mas os historiadores antigos nada dizem sobre a participação de Cipião. De Tito Lívio, sabemos que ele era, na época, um tribuno militar. Nesta batalha, morreu seu futuro sogro, o cônsul Lúcio Emílio Paulo, que, segundo a tradição polibiana, era contrário ao enfrentamento. Também morreram os dois ex-cônsules, Cneu Servílio Gêmino (217 a.C.) e Marco Minúcio Rufo (221 a.C.), que comandavam o centro das fileiras romanas, noventa oficiais pertencentes às grandes famílias romanas e das cidades aliadas, incluindo cônsules, pretores e senadores; no total, segundo Políbio, foram 70 000 mortos e 10 000 capturados. Eutrópio cita 43 000 mortos e Lívio, 45 000 mortos e 19 000 prisioneiros. O cônsul com Emílio Paulo, Caio Terêncio Varrão, responsabilizado por Políbio pela derrota, conseguiu liderar cercar de 10 000 sobreviventes até a cidade de Venúsia. Entre eles estava o jovem Cipião.
Depois da derrota, Cipião juntou os sobreviventes e os guiou até Canosa, onde ocorreu uma primeira reorganização do exército romano, praticamente destruído, uma missão muito perigosa, pois a cidade estava a apenas quatro milhas do acampamento de Aníbal. Conta a lenda que, ao saber que alguns políticos, entre eles um Cecílio Metelo, estavam a ponto de entregarem Roma para Aníbal e os cartagineses, Cipião e seus aliados invadiram a reunião e, de espada na mão, forçou todos os presentes a jurarem que continuariam fieis a Roma. Felizmente, o Senado concordava com ele e não quis ouvir os argumentos sobre rendição, mesmo tendo que enfrentar as enormes perdas em Canas: aproximadamente um em cada cinco romanos em idade militar já havia sido morto pela invasão de Aníbal.

### Eleição para edil (213 a.C.)

Situação na Hispânia logo no início da Segunda Guerra Púnica

Segundo Políbio, em 213 a.C., nas eleições para edil, seu irmão mais velho (na verdade, mais novo), Lúcio, era candidato, mas com poucas esperanças de sucesso. Públio, percebendo que sua mãe ia de um templo para outro realizando sacrifícios aos deuses em favor de seu irmão, disse para ela ter tido por duas vezes um sonho no qual era eleito edil com o irmão. E, para agradar sua mãe, decidiu apresentar sua própria candidatura para ajudar a do irmão tendo em vista seu sonho. Sua mãe então pegou a toga branca, utilizada pelos candidatos aos cargos públicos, e a deu ao filho, que se apresentou no Fórum. O povo, que adorava o jovem Públio, o recebeu com entusiasmo e, quando foi se colocou no local onde ficavam os candidatos, Públio postou-se ao lado de Lúcio. Ambos acabaram eleitos e correram para casa para dar a boa notícia à mãe. Dali em diante, todos começaram a acreditar que os deuses falaram diretamente com Públio através de seus sonhos e que suas ações foram inspiradas por eles. Públio não desmentiu mais esta crença e utilizou-a habilmente nos momentos mais críticos, fazendo crer aos homens que suas ordens eram oriundas de uma intervenção divina.
No relato de Tito Lívio, os tribunos da plebe opuseram-se à sua nomeação, que consideravam ilegal por ele ser muito jovem. Públio respondeu-lhesː
| “ | Se todos os quirites desejarem me eleger edil, direis que tenho a idade requerida. | ” |
|   | — Lívio, Ab Urbe condita XXV, 2.7.                                                 |   |

Os tribunos, acuados pelo fervor do povo que o queria eleger, desistiram de seu impedimento. Públio foi então nomeado edil curul antes da idade requerida, um dos passos (depois do cargo de questor) no cursus honorum, cujo ápice era a eleição para o consulado.
Os Jogos Romanos organizados pelos irmãos e pelo terceiro edil, Marco Cornélio Cetego, foram celebrados apesar do alto custo tendo em vista a crítica situação de Roma naquele momento, mas só foram prorrogados por um dia. Todos os vicos de Roma receberam cem côngios de azeite (equivalente a 327 litros).

### Comando na Hispânia (210-206 a.C.)

#### Procônsul (211 a.C.)
No início de 211 a.C. chegou da Hispânia a triste notícia de que seu pai, Públio, e seu tio, Cipião Calvo, haviam sido derrotados e mortos pelas forças cartaginesas depois de vários anos comandando a guerra na região. Naquele ano, a Hispânia provavelmente teria sido perdida se não fosse a intervenção de um obscuro equestre chamado Lúcio Márcio Sétimo, que conseguiu reorganizar as divisões sobreviventes do exército romano na região e conteve o avanço cartaginês conseguindo uma inesperada vitória na Batalha do Bétis Superior. Mesmo assim, o Senado recusou-se a confirmar formalmente seu comando, apesar de que  nenhum outro general queria ir para a Hispânia. Uma nova expedição romana foi enviada à Hispânia sob o comando de Caio Cláudio Nero, mas, no final do ano, o senado romano decidiu incrementar as forças militares na região e substituir Nero por um novo comandante. Havia, porém, uma grande indecisão, pois o novo general estava destinado a suceder a dois Cipiões e devia ser escolhido com grande cuidado.

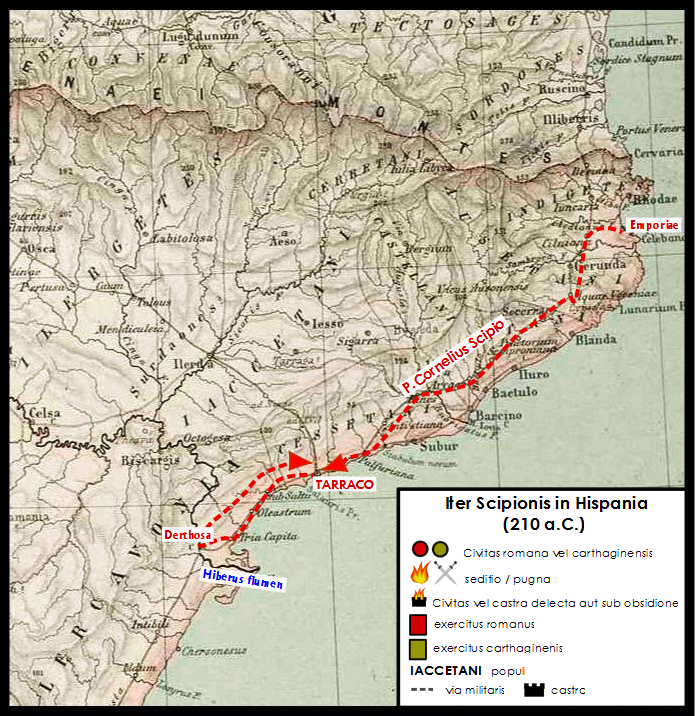
Marcha do procônsul Cipião até o rio Ebro

Tito Lívio conta que muitos nomes foram propostos e, no final, decidiu-se convocar a assembleia das centúrias para realizar uma eleição de um procônsul a ser enviado à Hispânia. Os dois cônsules fixaram a data da convocação. Inicialmente, foi permitido que qualquer um apresentasse seu próprio nome, mas ninguém se ofereceu, com medo de gerarem desconforto ou indignação aos generais caídos perante seus concidadãos. Na data estabelecida, as centúrias se reuniram no Campo de Marte:
| “ | O povo alternava o olhar entre os rostos dos magistrados e dos mais importantes cidadãos, que, por sua vez, olhavam uns para os outros. O povo temia que a situação não fosse resolvida e se desesperava pela república, pois ninguém tinha coragem de se apresentar para receber o comando do exército na Hispânia, quando, repentinamente, Públio Cornélio, filho do Públio que havia morrido na Hispânia, um jovem de apenas vinte e quatro anos, apresentou sua candidatura e imediatamente se posicionou num local mais elevado para atrair a atenção. Depois que todos os olhares se voltaram para ele, a multidão, com gritos de simpatia e apoio, lhe desejou, imediatamente, um feliz e vitorioso comando. Depois de iniciada a votação, todos, não apenas as centúrias, mas também cada um dos cidadãos, deliberaram que o comando militar supremo na Hispânia fosse dado a Públio Cornélio. | ” |
|   | — Lívio, Ab Urbe condita XXVI, 18.6-9. |   |

Com apenas 24 anos, mais uma vez com um ano a menos do que a idade mínima legal para assumir a função, Públio partiu para a Hispânia no final do ano, acompanhado do propretor Marco Júnio Silano e de seu fiel companheiro de armas, Caio Lélio. As forças remanescentes do antigo exército da Hispânia e as que Nero havia levado da Itália foram reforçadas por 10 000 soldados e 1 000 cavaleiros. Cipião, acompanhado por uma frota de 30 quinquerremes, partiu de Óstia, percorrendo o litoral da Etrúria, o Golfo Gálico, os Pireneus e desembarcou na cidade grega de Ampúrias (em latim: Emporiae). A partir dali, depois de ordenar à frota que o seguisse pela costa, marchou a pé com seu exército até Tarraco (moderna Tarragona), onde juntou todas as forças aliadas, vindas de todas as partes da Hispânia depois que souberam da chegada do procônsul. Aos embaixadores aliados, confusos e sem saber o que fazer, respondeu de forma segura, serena e persuasiva, qualidades típicas de Cipião. Lúcio Márcio Sétimo foi confirmado no comando. Porém, é possível que ele tenha acabado com suas próprias chances de ter esse comando confirmado ao assinar seu primeiro comunicado ao Senado como "propretor", o que foi considerado presunçoso.
Decidiu então partir de Tarraco para visitar as cidades aliadas e os acampamentos de inverno do exército (hiberna), louvando o valor dos soldados que, apesar das graves derrotas, conseguiram manter o controle da província, repelindo os cartagineses e mantendo-os ao sul do rio Ebro, protegendo assim as populações aliadas. Lúcio Márcio acompanhou Cipião nesta campanha e substituiu também Nero por Silano quando os exércitos foram enviados para seus acampamentos de inverno. Depois de inspecionar e organizar os territórios ao norte do Ebro, retirou-se para Tarraco para preparar sua estratégia de ataque para o ano seguinte.

#### Primeiras operações (210 ou209 a.C.)

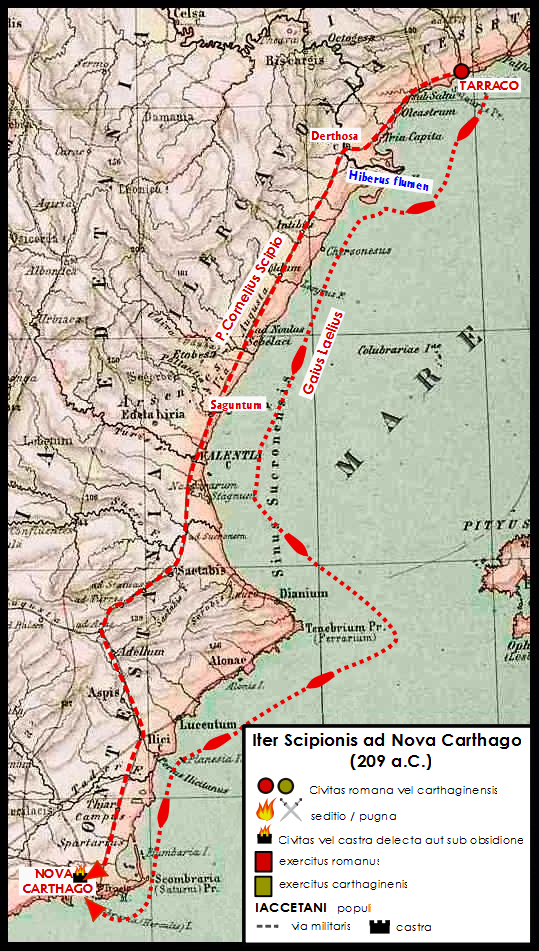
Marcha do procônsul Cipião até Nova Cartago. A captura da principal cidade cartaginesa na região foi um duro golpe para Cartago

Cipião tinha como objetivo principal acabar com algumas alianças firmadas entre as populações ibéricas e os cartagineses, impossibilitando o recrutamento de novas forças para lutar contra Roma na Itália. Para isso, era necessário invadir profundamente as colônias de ambos. Ele sabia também que Aníbal estava encontrando dificuldades para enfrentar a estratégia de contenção de Fábio Máximo, "o Protelador", e não conseguia mais avançar em profundidade nos territórios romanos e aliados, vendo-se obrigado a lutar em batalhas de pouca importância para manter o controle de algum território, cada vez mais hostil depois da queda de Siracusa (212 a.C.) e de Cápua (211 a.C.).
No começo da primavera de 210 a.C. (segundo Lívio) ou 209 a.C. (segundo Políbio), Cipião, depois de lançar seus navios ao mar e convocar todas as forças aliadas a Tarraco, ordenou que a frota, incluindo os navios de carga, deveria juntar-se na foz do Ebro. Em seguida, ordenou que os legionários levantassem seus acampamentos de inverno e também seguissem para lá. Finalmente, decidiu partir também com 5 000 aliados de Tarraco para juntar-se ao seu exército. Uma vez reunidas as forças romanas e aliadas, convocou uma assembleia com o objetivo de realizar um discurso (adlocutio), especialmente para os veteranos das derrotas anteriores, e lembrou-os de que:
| “ | Ninguém mais do que eu, depois de ser nomeado general, aproveitou a oportunidade de agradecer os seus soldados pelos méritos obtidos antes de poder utilizá-los [em combate]. Sou, portanto, afortunado pois devo, antes de ver a província ou seus acampamentos, agradecer-lhes: primeiro de tudo, por terem sido fiéis ao meu pai e ao meu tio, em vida e depois da morte; em segundo lugar, porque, graças ao seu valor, seja pelo povo romano, seja por mim, que sucedo a dois generais caídos em combate, mantiveram intacto o controle desta província, que parecia perdida depois de uma grande derrota. | ” |
|   | — Lívio, Ab Urbe Condita. |   |

Cipião continuou o discurso anunciando que deviam se preparar, não tanto para permanecer na Hispânia, mas para expulsar os cartagineses; não tanto para impedir que o inimigo cruzasse o Ebro, mas para permitir que os romanos atravessassem o rio e levassem a guerra para o sul, um plano que parecia ser muito vasto e audaz, talvez pela lembrança da derrota tão recente ou por causa de sua pouca idade.
Políbio conta que Cipião enumerou algumas vantagens para os romanos, como o fato de os três exércitos cartagineses estarem em acampamentos separados e distantes entre si. A isto somava-se o fato de que o comportamento arrogante dos cartagineses havia feito com que parte dos aliados já os tivessem abandonado e enviassem embaixadores aos romanos para tratarem das novas condições para uma aliançaː
| “ | O fato mais importante é que os comandantes inimigos, inimigos entre si, não poderão combater contra as nossas forças unidas; isso nos permitirá combatê-los separadamente e abatê-los mais facilmente. Eu, portanto, exorto-os a considerarem tudo o que eu vos disse e que atravesseis o rio sem medo. | ” |
|   | — Políbio, Histórias X, 6.5-6 e 7.6-7. |   |

Depois de inflamar o espírito de seus soldados com este primeiro discurso, Cipião encarregou Silano, à frente de 3 000 legionários e 300 cavaleiros, de governar a província e de proteger os aliados ainda fiéis a Roma e seguiu adiante com seu exército. E, apesar de muitos acreditarem ser oportuno atacar o exército cartaginês mais próximo, Cipião considerou arriscado demais atacar um exército que era três vezes maior que o seu e preferiu seguir até Nova Cartago (moderna Cartagena, a mais importante cidade cartaginesa na Hispânia). Quartel-general do exército e um nexo de comunicação com a capital Cartago, Nova Cartago estava repleta de riqueza e era onde estavam todas as armas, o dinheiro e os reféns das forças cartaginesas. Segundo Políbio:
| “ | [Cipião] havia, na realidade, decidido não fazer nada do que havia anunciado às tropas; o objetivo que tinha em mente, era, ao invés disto, cercar rapidamente a cidade cujo nome era "Cartago" (Qart-ḥadašt). [...] Uma vez lá, abandonou as soluções fáceis e conhecidas por todos, criando um plano de ação que nem seus inimigos e nem seus amigos esperavam. Tudo isso foi feito de forma extremamente cuidadosa e calculada. | ” |
|   | — Políbio, Histórias X, 6.8-12. |   |

Nova Cartago era defendida por uma pequena guarnição, pois os cartagineses, que controlavam a costa mediterrânea da Península Ibérica, acreditavam que a cidade fosse inexpugnável por causa da conformação física do lugar e das poderosas muralhas defensivas. Cipião, consciente não apenas de sua importância econômica, mas também das implicações psicológicas que sua queda provocaria, preparou-se meticulosamente para tomá-la. Ninguém além de Caio Lélio conhecia o plano. Ele tinha recebido ordens de navegar ao longo da costa a uma velocidade tal que a frota romana chegasse no porto de Nova Cartago no mesmo momento que Cipião se aproximava por terra. Sete dias depois, os romanos chegaram a Nova Cartago juntos, por terra e por mar, e montaram o acampamento (castra aestiva) no setor da cidade voltado para o norte.
Na época, Nova Cartago, protegida pelo mar por dois lados e no terceiro por uma laguna, era considerada inexpugnável. Todavia, Cipião, aproveitando a maré baixa na laguna, a eles fornecida, na opinião dos soldados, por um favorecimento divino, conseguiram escalar a muralha da cidade sem encontrar oposição e a cidade caiu sem a necessidade de um cerco.
A conquista de Nova Cartago é lembrada pela clemência com que Cipião (um tema popular na arte) tratou seus cativos, uma tema frequente na arte. Conta-se que Cipião teria dito aos 2 000 artesãos que estavam na cidade, que normalmente seriam considerados escravos públicos de Roma, que todos seriam libertados se colaborassem com os romanos com seu trabalho assim que a guerra contra Cartago terminasse com uma vitória romana. Entre os demais prisioneiros, escolheu os melhores pela força, pelo aspecto e pela idade, e os incorporou às tripulações de seus navios, aumentando em 50% o número total de marinheiros que tinha antes. Esta forma de tratar os prisioneiros atraiu uma grande simpatia e lealdade em relação a Públio Cipião, especialmente entre os artesãos, que esperavam reconquistar a liberdade ao final da guerra.
Foi neste contexto que ocorreu um dos famosos episódios da vida de Cipião, recontado por Políbio. Depois da captura da cidade, os soldados romanos, conhecendo a fraqueza de seu próprio comandante em relação às mulheres, levaram até ele uma donzela muito bonita que encontraram durante o saque. Mas Cipião, depois de agradecer-lhes, disse-lhes que, sendo seu comandante, não podia aceitar um presente assim e entregou a garota ao pai dela. Depois, sabendo que a donzela era a esposa prometida de um jovem comandante dos celtiberos chamado Alúcio, mandou chamá-lo, presenteou-o com a donzela e o libertou como presente de casamento por causa dos ricos donativos que os pais da garota haviam feito em sinal de gratidão. Graças a essas atitudes, conta Lívio, Cipião conquistou o respeito das populações conquistadas.
No final de 210 ou 209 a.C., depois de anunciar, por intermédito de Caio Lélio, ao senado romano a sua vitória, teve seu comando prorrogado, junto com Silano, e não por um ano, mas até que fossem reconvocados pelo Senado.

#### Expulsão dos cartagineses da Hispânia (208-206 a.C.)

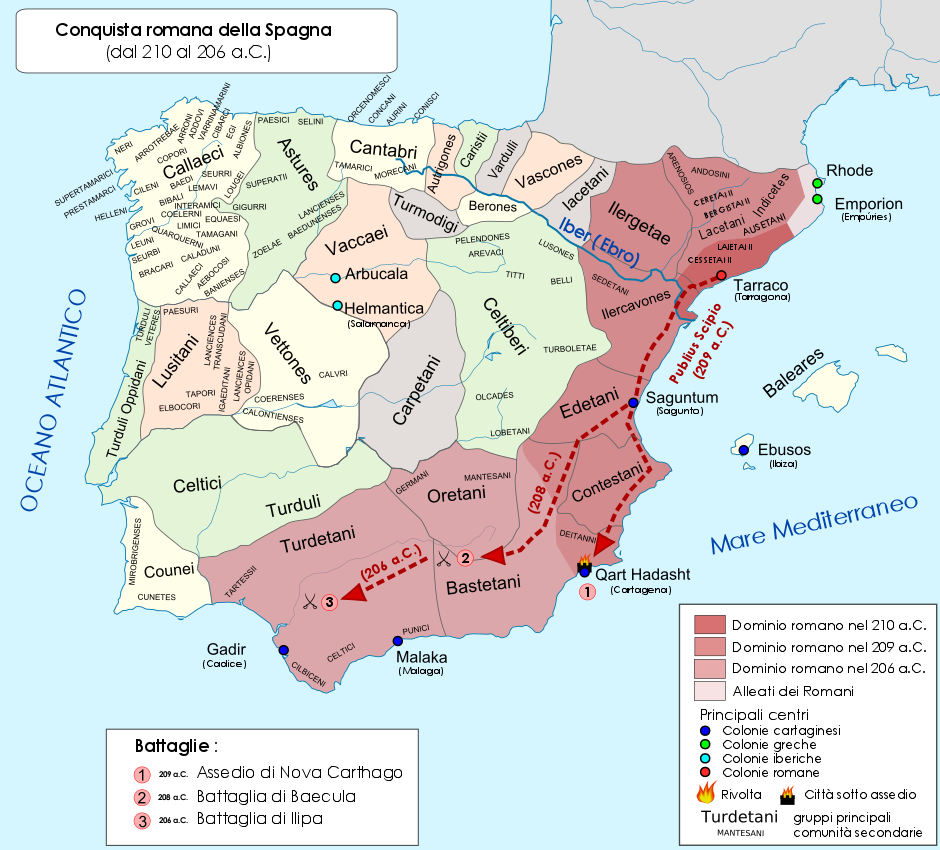
O arremate final da campanha de Cipião na conquista romana da Península Ibérica (210-)

Em 208 a.C., Cipião lutou a sua primeira batalha campal, expulsando Asdrúbal de sua posição em Bécula, no alto Guadalquivir. Ele temia que os exércitos de Magão e Giscão pudessem chegar e envolver seu pequeno exército e seu objetivo foi, portanto, eliminar rapidamente um dos exércitos para se preparar para a chegada dos outros dois. A batalha foi decidida por uma determinada carga da infantaria romana pelo centro da linha cartaginesa. As perdas romanas são incertas, mas podem ter sido consideráveis tendo em vista o esforço da infantaria em atacar morro acima a infantaria leve cartaginesa. Cipião, em seguida, orquestrou um ataque frontal com o resto da infantaria para expulsar o que sobrou das forças inimigas.
Asdrúbal não percebeu as reservas de cavalaria secretas de Cipião movendo-se por trás de sua linha e uma carga de cavalaria criou um duplo envolvimento, com Caio Lélio num flanco e Cipião no outro. Esse movimento quebrou a espinha das forças de Asdrúbal, que iniciou uma retirada — um feito impressionante para um jovem romano versus um experiente general. Mas, na verdade, do ponto de vista estratégico, esse combate foi um retrocesso. Asdrúbal, na verdade, concentrou-se num forte corpo expedicionário e seguiu para a Itália para acudir seu irmão, Aníbal, sem que Cipião conseguisse bloquear ou atrapalhar sua marcha. Theodor Mommsen criticou fortemente seu comportamento e afirmou que a estratégia de Cipião estava incorreta, pois Asdrúbal provocaria grandes problemas aos romanos no ano seguinte (na verdade, ele foi derrotado por Caio Cláudio Nero na Batalha de Metauro). Howard H. Scullard, por outro lado, minimiza a culpa de Cipião, afirmando que seria impossível bloquear todas as passagens através dos Pirenéus e que ele estava correto ao se concentrar em sua missão principal, que era a submissão da Hispânia. Outras teorias citam que o apetite de seus soldados romanos pelo saque teria atrapalhado seus esforços para organizar uma perseguição. A mais provável explicação do ponto de vista estratégico é que Cipião não queria correr o risco de ficar preso entre o exército de Asdrúbal à sua frente e outro, o de Giscão ou de Magão, na retaguarda, ambos maiores que o seu próprio. Alguns dias depois da derrota, os dois conseguiram convergir suas forças até a frente da linha romana, o que permite imaginar o que teria acontecido se Cipião tivesse seguido Asdrúbal. Seja como for, Cipião, depois da Batalha de Bécula, comportou-se com grande generosidade em relação aos seus prisioneiros, libertando, entre outros, Massiva, o jovem neto de Massinissa, o rei dos númidas, um gesto que o predispôs, mais adiante, a uma aliança que seria muito importante para acabar com a hegemonia cartaginesa na África.
Depois de derrotar os chefes hispânicos Indíbilis e Mandônio, Cipião conseguiu uma vitória decisiva em 206 a.C. sobre todo o contingente cartaginês na região na Batalha de Ilipa (moderna Alcalá del Río), o que forçou a retirada de todos os comandantes cartagineses. Depois de enviar Lélio e Lúcio Márcio Sétimo para conquistar o último reduto cartaginês, Gades, conseguiu a rendição de todas as demais cidades da região (206 a.C.). Quando rumores se espalharam sobre uma enfermidade de Cipião, houve um motim entre as tropas e diversas tribos locais insurgiram-se quando Cipião ficou doente, no final de 206 a.C..

#### Primeiro consulado (205 a.C.)
No ano seguinte, Roma firmou o Tratado de Fenícia com Filipe V da Macedônia, encerrando a Segunda Guerra Macedônica. Cipião foi eleito cônsul com Públio Licínio Crasso Dives. Graças aos esforços de seus inimigos, Cipião assume a província da Sicília, que tinha à sua disposição apenas as "legiões canenses" e uns poucos navios. As legiões canenses eram aquelas formadas por legionários sobreviventes de derrotas romanas, como na Batalha de Canas. Enquanto Caio Terêncio Varrão, o comandante que era considerado o maior responsável pela derrota, retornou a Roma e foi perdoado, seus soldados, como punição, foram enviados para a Sicília com a obrigação de só retornarem a Roma depois de Aníbal ter deixado a Itália. Apesar de as diversas delegações terem deixado claro aos senadores romanos a diferença de tratamento, a punição permaneceu em vigor.
Sem ajuda do Senado, Cipião volta-se aos seus aliados italianos em busca de homens, armas, navios e suprimentos e a resposta foi entusiástica. As cidades da Etrúria e do Lácio providenciaram tripulações e velas para os navios, trigo e cevada de todos os tipos, pontas de flecha, escudos, espadas, lanças e soldados. Além dos cerca de 15 000 homens das legiões canenses, que contavam apenas com Cipião, que havia lutado com eles e sabia que a derrota não havia sido culpa deles, e com o desejo de vingança e de redenção social, Cipião contou ainda com os soldados veteranos das campanhas sicilianas de Marco Cláudio Marcelo, muito experientes. Mas ele sabia que as forças especiais cartaginesas — especialmente a cavalaria númida, superior à romana — seriam decisivas contra as legiões romanas, fortemente baseadas na infantaria. Além disso, uma grande parte da cavalaria romana era formada por aliados de lealdade questionável ou equestres nobres que não queriam lutar sem comandar nada. Uma anedota conta como Cipião forçou o alistamento de centenas de nobres sicilianos para criar sua nova cavalaria. Os sicilianos opuseram-se a esta servidão a um invasor estrangeiro (a Sicília havia sido conquistada dos cartagineses na Primeira Guerra Púnica, menos de 50 anos antes) e protestaram vigorosamente. Cipião concordou em eximi-los do serviço desde que eles pagassem por um cavalo, equipamento e um cavaleiro treinado para o exército. Em menos de dois meses, Cipião reforçou suas legiões canenses com cerca de 7 000 voluntários italianos e transformou a Sicília num campo de treinamento.
O Senado enviou uma comissão para descobrir o que se passava na Sicília e encontrou Cipião à frente de um exército bem treinado e bem equipado, além de uma frota com mais de 30 navios. Ele pressionou novamente pela permissão para cruzar para a África, mas alguns membros do Senado, como Fábio Máximo, foram veemente contra, pois acreditavam que era necessário primeiro expulsar Aníbal do território romano antes de iniciar outra frente. Cipião também tinha adversários entre os senadores que não gostavam de seus ideais, crenças e interesses em áreas pouco "romanas" como gostos considerados helenófilos em arte, coisas de luxo e filosofias, como Catão, o Censor. Tudo o que ele conseguiu foi a permissão para cruzar, mas nenhum apoio militar ou financeiro.
Com a permissão dos comissários, Cipião preparou seu embarque, mas só conseguiu de fato prosseguir no ano seguinte por causa de uma fraude de um subalterno em Locri.

#### Campanha na África (204-201 a.C.)

##### Asdrúbal e Sífax

No final da guerra, Cipião (em vermelho), vindo da Hispânia, junta suas forças na Sicília e cruza para a África, desembarcando perto de Útica. Depois de derrotados os generais Asdrúbal e Sífax, os cartagineses reconvocam Aníbal (em verde) e os dois enfrentam-se na decisiva Batalha de Zama.

Em 204 a.C., Cipião foi nomeado procônsul novamente e pode levar adiante seu projeto, partindo para África. Por causa de um nevoeiro, desembarca perto de Útica, frustrando os planos dos cartagineses, que reuniram uma força muito superior (60 000 homens contra os 35 000 de Cipião) e esperavam os romanos em Empória. Rapidamente se juntou a Massinissa, o jovem príncipe dos númidas, com que já havia negociado na Hispânia, que liderou a sua famosa cavalaria. Outro príncipe númida, Sífax, havia casado com a bela filha de Asdrúbal, Sofonisba, e era aliado dos cartagineses.
Depois de um vitorioso encontro com uma unidade de cavalaria, Cipião dedicou-se a saquear o território, enviando a Roma riquezas e escravos, o que reforçou sua posição política na capital. Tentou conquistar Útica, mas fracassou e decidiu invernar mandando construir a chamada Castra Cornélia, um grande acampamento que abrigou seu exército na África. Ao saber que o acampamento de inverno do inimigo era feito de acomodações de madeira cobertas de junco adossadas umas nas outras, Cipião pensava em incendiar o acampamento inimigo e aproveitar-se da confusão subsequente para atacar de surpresa o inimigo. Com a desculpa de tentar um acordo para evitar uma guerra, Cipião envia uma série de embaixadas, sempre enviando batedores e centuriões entre os embaixadores com o objetivo de, enquanto se desenrolavam as conversas, obter informações topográficas úteis para um ataque. Depois, na primavera, sentindo-se pronto, Cipião interrompe as negociações e envia sua frota em direção a Útica, como se tivesse a intenção de tentar capturar a cidade a partir do mar. Simultaneamente, aproxima-se do acampamento de Sífax e, depois de ter bloqueado todas as rotas de fuga, ateia fogo às construções, que, como previsto, alastra-se rapidamente por todo o campo. Tão logo os cartagineses do acampamento de Asdrúbal, crentes de que o incêndio era acidental, saíram para ajudar, foram atacados e trucidados. Segundo Lívio, foram assassinados ou morreram no incêndio cerca de 40 000 homens e quase 5 000 foram aprisionados. Cipião havia desbaratado, em um só golpe, quase sem perdas, forças numericamente muito superiores. Políbio, que provavelmente obteve informações de Caio Lélio, que participou do ataque, afirmou que, dentre todos os numerosos e notáveis feitos de Cipião, esse foi "o mais extraordinário feito militar que ele planejou e executou". Tanto Asdrúbal quanto Sífax conseguiram escapar. O primeiro volta para Cartago e o segundo, para a Numídia. Graças a novos alistamentos e à chegada de 4 000 mercenários vindos da Hispânia, apenas um mês depois os dois generais reiniciaram suas operações militares, mas foram derrotados em "Campi Magni" (perto de Souk el-Kremis), no curso superior do rio Bagrada (atual Rio Medjerda), a 120 quilômetros de Útica. Foi graças à heroica resistência dos celtiberos que conseguiram se salvar. Asdrúbal mais uma vez voltou para Cartago enquanto Sífax retirou-se para sua própria capital, Cirta (a moderna Constantina).
Os historiadores dividem-se praticamente ao meio ao elogiar e condenar essa vitória. Diz Políbio, de todas os brilhantes feitos de Cipião, este parece ser, para mim, o mais brilhante. Por outro lado, um dos principais biógrafos de Aníbal, Theodore Ayrault Dodge, chega ao ponto de sugerir que este ataque foi um sinal de covardia e não gasta mais do que uma página sobre o evento no total, apesar de esta vitória ter garantido o cerco a Útica e efetivamente tirou Sífax da guerra.
Cipião aproveita a vitória para ocupar várias cidades de importância estratégia, entre as quais Túnis, a apenas 24 quilômetros de Cartago, de onde podia controlar as vias de comunicação terrestre do inimigo. Em paralelo, enviou Lélio e Massinissa atrás de Sífax, que pôs em marcha uma nova força contra Cipião, mas que acabou derrotado e preso perto de Cirta enquanto sua mulher, Sofonisba, filha de Asdrúbal, suicidou-se por envenenamento. Cipião conferiu o título de rei da Numídia a Massinissa e conferiu-lhe grandes homenagens. Finalmente, Cartago concordou em iniciar as tratativas de paz. As condições impostas por Cipião, que não pretendia destruir a cidade, foram severas: a restituição dos prisioneiros, a retirada dos exércitos cartagineses da Itália, a renúncia a qualquer reivindicação na Hispânia e a submissão de sua marinha de guerra, mas os cartagineses aceitaram e, assim, firmou-se um armistício (inverno de 203-202 a.C.). A guerra chegava ao fim, mas, na realidade, os cartagineses aproveitaram a trégua para reconvocar os irmãos Aníbal e Magão. Esse, ferido numa batalha sem importância, morreu durante a viagem. Sobre Aníbal, conta-se que nenhum exilado havia deixado sua própria pátria com uma aflição maior que a mostrada por ele ao deixar a terra de seus inimigos e que, no navio que o havia trazido de volta a Cartago, ele próprio amaldiçoou-se por não ter atacado Roma logo depois da vitória em Canas (216 a.C.). Cipião conseguiu, assim, libertar a Itália dos cartagineses.
Na África, a trégua durou pouco. Uma tempestade lançou na costa cartaginesa 200 navios romanos vindos da Sicília com reforços e suprimentos para Cipião e os cartagineses conseguiram tomar os navios e sua carga. Cipião enviou embaixadores para protestar o roubo, mas os cartagineses — já contando com a iminente chegada de Aníbal — os dispensaram sem resposta e os emboscaram no caminho de volta. Como resposta, Cipião devastou o vale do rio Bagrada para isolar Cartago de sua fonte de suprimentos. Desembarcando com 24 000 soldados em Léptis Menor (moderna Lamta), no golfo de Hammamet, Aníbal consegue a ajuda de Tiqueão, um parente de Sífax, que lhe envia uma unidade com 2 000 cavaleiros númidas. Aníbal podia contar ainda com os 12 000 homens de Magão, todos veteranos e bem treinados, com os novos alistados na África e com 4 000 macedônios enviados pelo rei Filipe.

##### Batalha de Zama (202 a.C.)
A devastação do vale do Bagrada (atual rio Medjerda), por Cipião, obrigou Aníbal a ir ao seu encontro para tentar chegar em Cartago. Em Zama, Aníbal enviou batedores para descobrir as medidas defensivas do acampamento romano, mas seus espiões foram capturados. Levados até Cipião, ele não apenas não os puniu, mas lhes ofereceu um tribuno militar com ordens de mostrar-lhes todo o acampamento. Ele depois os interrogou para saber se o tribuno que os acompanhou havia lhes mostrado todo o acampamento e, ao receber a resposta afirmativa, os liberta com ordens de contarem a Aníbal tudo o que haviam visto.
Este insólito comportamento de Cipião era calculado: servia para demonstrar a Aníbal e aos cartagineses a completa confiança dos romanos em suas próprias habilidades e gerar dúvidas nas fileiras cartaginesas. Assim que esses batedores retornaram de sua missão e relataram o ocorrido, Aníbal pediu um encontro com Cipião para discutir a situação. Ele aceitou e escolheu como local do encontro uma planície perto da cidade de Naraggara, assegurando assim uma batalha em terreno plano, ideal para aproveitar ao máximo a vantagem de sua cavalaria.
No dia do encontro, Aníbal fez ao comandante romano uma proposta de paz: Sicília, Sardenha e Hispânia definitivamente romanas e as ambições cartaginesas limitadas à África. Mas Cipião não aceitou, lembrando a Aníbal que ele estava oferecendo territórios que já estavam sob controle romano. Encerrado sem sucesso o encontro, no dia seguinte os dois dão início à batalha. O exército de Cipião contava com cerca de 30 000 homens enquanto o de Aníbal superava os 50 000. Além disso, Aníbal dispunha de 80 elefantes de guerra, mais do que em qualquer outra batalha que ele combatera antes. Com o objetivo de aterrorizar os romanos, o general cartaginês perfilou os animais de frente para sua linha e, quando o combate começou, lançou-os contra as fileiras romanas. Mas Cipião ordenou que suas forças soassem, simultaneamente, suas trombetas, fazendo levantar assim um enorme estrondo do exército romano, que aterrorizou os paquidermes a ponto de muitos se voltarem contra suas próprias tropas, provocando desordem e confusão entre os cartagineses, prontamente aproveitadas pelos romanos. Cipião mais uma vez havia tornado a melhor arma do inimigo contra ele próprio. Políbio conta que a batalha permaneceu indecisa por algum tempo e que seu destino foi decidido pela cavalaria de Lélio e Massinissa, que atacaram os cartagineses pela retaguarda, vencendo a resistência dos homens de Aníbal que ainda defendiam suas posições. Políbio e Lívio afirmam que, da parte dos cartagineses, foram 20 000 mortos e quase outro tanto capturado enquanto entre os romanos morreram cerca de 1 500 homens. Aníbal conseguiu escapar refugiando-se com uns poucos homens em Adrumeto. Tanto Lívio quanto Políbio elogiaram Aníbal pela forma como ele dispôs seu exército e lutou naquele dia, reconhecendo que ele perdeu não por que não era bravo, mas por que havia encontrado alguém mais valoroso.
Basil H. Liddell Hart escreveu sobre esta batalha: Se examinarmos os anais da história, não encontramos uma outra batalha na qual dois grandes comandantes militares souberem sempre dar o melhor de si. Arbela, Canas, Farsalos, Breitenfeld, Blenheim, Leuthen, Austerlitz, Jena, Waterloo, Batalha de Sedan: todas marcadas pela inépcia ou algo similar por uma parte ou outra.

##### Final da guerra (202-201 a.C.)
Cipião aproveitou-se imediatamente dos efeitos psicológicos da vitória ordenando que Cneu Otávio marchasse por terra com as legiões até a vizinhança de Cartago e, em paralelo, envia a frota até o porto da cidade, iniciando um bloqueio naval, provocando a rendição imediata dos cartagineses, sem um demorado cerco e nem derramamento de sangue. As condições impostas por Cipião foram moderadas: aos cartagineses não foi imposta nenhuma guarnição romana e eles puderam reaver todas as suas possessões africanas anteriores à guerra. Foram obrigados a devolver aos romanos os navios capturados em violação à trégua do ano anterior e libertar todos os prisioneiros. Também tiveram que entregar todos os seus navios de guerra e todos os seus elefantes; não deveriam guerrear contra ninguém fora da África e contra nenhuma nação africana sem consultar primeiro os romanos. E deveriam pagar uma indenização de 10 000 talentos de prata, dividida em pagamentos anuais, por 50 anos e deveriam entregar como reféns 100 jovens escolhidos por Cipião.
Conta-se que, apesar da moderação das condições de paz propostas por Cipião, quando o senado cartaginês se reuniu para discuti-las, um dos senadores contrário à aceitação destes termos começou a discursar. Mas bastou ele começar a falar que Aníbal, favorável aos termos de Cipião, o arrancou da tribuna. Finalmente, os senadores cartagineses aceitaram as condições de paz. E, uma vez ratificada a paz pelo senado romano, Cipião imediatamente ateou fogo a toda a frota de guerra cartaginesa, 500 navios. Foi o fim de Cartago como grande potência no mar Mediterrâneo.
Depois de entregar a Massinissa todas as terras de Sífax conquistadas pelos romanos, Cipião embarcou para a Sicília e retornou para Roma por terra atravessando o sul da Itália: tratou-se, na realidade, de uma gigantesca procissão triunfal e foi nesse período que recebeu o apelido de "o Africano". Não se sabe se o termo foi cunhado por seus soldados, seus aliados ou pelo povo, o certo é que Cipião foi o primeiro comandante romano a ser homenageado com o nome do povo que havia vencido. O entusiasmo popular foi tão grande que Cipião poderia ter-se apoderado de um título bem mais substancial do que um apelido. Na realidade, o povo queria proclamá-lo cônsul e ditador perpétuo, mas ele recusou, reclamando dos romanos por quererem elevá-lo a um poder equivalente de fato, se não de nome, ao de um rei. Cipião, com apenas trinta e três anos, havia salvado Roma e estava no auge de sua fama.

## Anos finais (200 -188 a.C.)

### Retorno a Roma (200-192 a.C.)
Em 200 a.C., livre da ameaça cartaginesa, Roma parte para a conquista do oriente helênico, uma política liderada por Tito Quíncio Flaminino. Admirador da cultura grega, Flaminino tentou proteger a independência das cidades-estado gregas impondo um protetorado romano do qual derivava vantagens econômicas e políticas. Foi eleito censor em 199 a.C. com Públio Élio Peto, mesmo ano no qual foi príncipe do senado.

#### Segundo consulado (194 a.C.)

Macedônia e a região do mar Egeu por volta de

Foi eleito cônsul novamente em 194 a.C. com Tibério Semprônio Longo. Por coincidência, seus pais foram cônsules juntos durante a Segunda Guerra Púnica (218 a.C.). Durante seu mandato, o Senado decide que, na ausência de perigo iminente fora de seus domínios, os cônsules deveriam permanecer na Itália. Cipião opõe-se ferozmente a essa decisão, declarando que "era iminente uma grande guerra contra Antíoco", da Síria selêucida, que havia recebido Aníbal como exilado. Mas o Senado ignora seus apelos e decreta o retorno do exército romano na Macedônia. Os acontecimentos posteriores confirmariam mais uma vez as previsões de Cipião. Ao final de seu consulado, Cipião retira-se para uma vida privada, algo raro numa época em que os ex-cônsules optavam geralmente pelo governo de uma província estrangeira.

### Crise síria (192 -188 a.C.)
Antíoco III da Síria selêucida, depois de ter conquistado toda a Ásia Menor e invadido a Trácia, estava agora na Grécia, para onde havia sido convidado pelos etólios, inimigos dos romanos. Aníbal, exilado na Síria, havia proposto uma invasão da Itália, a única solução, em sua opinião, para derrotar Roma. Segundo seu plano, à frente de tropas fornecidas por Antíoco, ele próprio desembarcaria na África para sublevar os cartagineses. Em paralelo, Antíoco conquistaria a Grécia e se prepararia para invadir a Itália no momento mais oportuno. Ele ocupa Éfeso, mas perde tempo numa campanha estrategicamente inútil contra a Pisídia. Roma, exausta por anos de guerra, tentou resolver a questão diplomaticamente enviando uma embaixada a Éfeso que incluía Cipião, o Africano. Ali, os embaixadores romanos conversaram com Aníbal.
As palavras trocadas entre Cipião e Aníbal são famosas. Cipião perguntou quem era o maior general de todos os tempos e o cartaginês responde que foi Alexandre Magno. Cipião então lhe pede que indique o segundo melhor e Aníbal responde que foi Pirro. Insistindo, Cipião lhe pergunta quem teria sido o terceiro e finalmente Aníbal afirma que foi ele próprio. Então, Cipião pergunta-lhe o que ele teria respondido se ele o tivesse derrotado em Zama e Aníbal responde que, neste caso, teria posto a si mesmo antes de Alexandre, antes de Pirro e antes de qualquer outro.
Sem conseguir nenhum resultado concreto no plano diplomático, Roma preparou-se para a guerra. No ano seguinte (191 a.C.), foram eleitos cônsules Públio Cornélio, homônimo e primo de Cipião, o Africano, e Mânio Acílio Glabrião. Emissários foram enviados a Cartago e Numídia para comprar os cereais necessários para suprir as tropas que deveriam partir para a Grécia e, na ocasião, os cartagineses não apenas ofereceram os cereais como presentes, mas ofereceram-se também para preparar, às suas custas, uma frota. Além disso, eles também ofereceram-se para pagar diversas das parcelas anuais devidas pelos termos do tratado de paz. O espírito generoso dos cartagineses em relação às cláusulas do tratado de paz é a prova da sagacidade política de Cipião depois de Zama. Antíoco já havia conquistado toda a Grécia antes que os romanos pudessem intervir, mas não soube aproveitar da vantagem temporária sobre os romanos e, além disso, abandona o plano de Aníbal de uma expedição à África porque temia que, se Aníbal recebesse um papel operacional ativo, a opinião pública passaria a considerá-lo como o verdadeiro comandante. Assim, enquanto Antíoco perde tempo com inúteis ataques contra cidades da Tessália e com os prazeres de Cálcis, o exército romano, liderado pelo cônsul Mânio Acílio, tem todo o tempo de que precisa para se preparar e desembarcar na Grécia. Derrotado na Batalha de Termópilas, Antíoco cruza de volta o mar Egeu. Com um único golpe, os romanos expulsaram da Grécia o temido inimigo da Síria.

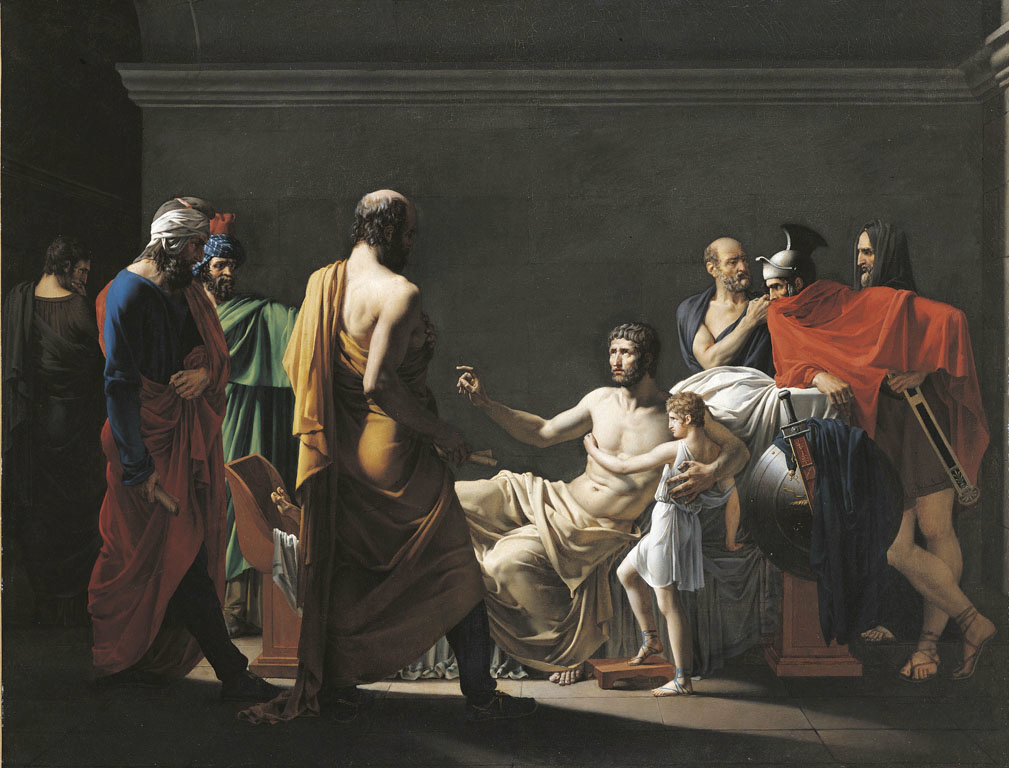
devolve o filho a Cipião, o Africano, um gesto que futuramente seria explorado pelos inimigos de Cipião como sendo um suborno.
Por Jean-Pierre Granger, na Ecole Nationale Supérieure des Beaux-Arts em Paris.

Com o objetivo de submeter Antíoco para evitar uma ameaça contínua à sua fronteira oriental, os romanos preparam uma invasão. Foram eleitos cônsules Lúcio, irmão de Cipião, o Africano, e Caio Lélio, fiel companheiro de armas de Cipião. Os dois queriam o comando na Grécia e a decisão final ficou para o senado romano. Como a decisão estava demorando demais, Cipião intervém afirmando que, se a Grécia fosse confiada a seu irmão, ele próprio marcharia com ele como legado. A proposta foi aprovada imediat e unanimemente, o que revela mais uma vez suas características pessoais: o maior comandante militar da história romana submeter-se-ia a um cargo subordinado em detrimento de honras ou triunfos.
Em 190 a.C., Cipião dedicou um arco, conhecido como Arco de Cipião, o  Africano, hoje destruído, no Capitólio, perto do Templo de Júpiter Capitolino. A expedição romana partiu nos idos de março do mesmo ano. A presença da frota de Antíoco em Éfeso e de uma outra na Fenícia, sob o comando de Aníbal, fez com que Cipião decidisse conduzir suas tropas na Ásia através da Macedônia e da Trácia. Em paralelo, o almirante Caio Lívio, filho de Marco Lívio Salinador, o vencedor da Batalha do Metauro, conquistou o domínio dos mares, derrotando primeiro a tropa de Aníbal na primeira (e última) batalha naval do general cartaginês, e, depois, a de Antíoco. As derrotas navais acabaram com as esperanças de Antíoco de conseguir defender suas possessões além do Dardanelos e, por isso, ele ordena que a Trácia seja evacuada e ordena a retirada de sua própria guarnição para Lisimáquia, cidade não muito distante da moderna Bulair e que, por conta de sua posição, podia facilmente resistir durante todo o inverno. Assim, quando o exército romano chegou ao Dardanelos, conseguiu atravessar sem encontrar quase nenhuma resistência. Foi nesta campanha que as forças romanas pisaram na Ásia pela primeira vez.Contudo, depois da recusa da Assembleia de guerra romana às propostas de Antíoco, os embaixadores, seguindo às ordens que receberam, pedem um conversa privada com Cipião. A ele propõem a devolução de seu filho sem a necessidade do pagamento de um resgate, além de uma grande soma em dinheiro e o co-reinado se ele conseguisse a paz. Cipião recusa secamente as últimas duas propostas e, sobre a restituição de seu filho, afirma que, se Antíoco o tivesse feito, tratar-se-ia de um benefício privado a ser acertado pela gratidão privada: publicamente ele não aceitaria nada dele e nem dar-lhe-ia nada. Apesar disto, esse episódio será aproveitado depois pelos inimigos de Cipião logo depois do final da guerra.
A guerra prossegue, mas Cipião fica doente e é levado até Élida, na costa da Grécia. Ao saber disto, Antíoco liberta seu filho e Cipião aconselha sua delegação a não iniciar nenhuma batalha antes que ele pudesse voltar ao campo de batalha. Este conselho implicava que a vida de Antíoco seria salva se ele estivesse no comando das tropas. Todavia, Antíoco, contando com um exército que era o dobro do tamanho do exército romano, inicia a Batalha de Magnésia (moderna Manisa), mas acabou derrotado. Apesar disto, a falta de Cipião foi sentida, pois foi apenas por causa da teimosia do tribuno militar que comandava as tropas romanas no flanco esquerdo que os romanos não foram completamente derrotados pela cavalaria de Antíoco, que conseguiu fugir, refugiando-se primeiro em Sárdis e, depois, na Apameia. As condições de paz impostas pelos romanos foram: Antíoco deveria retirar-se da cordilheira do Tauro, pagar as despesas da guerra e entregar Aníbal. Este, ao saber dessa cláusula, fugiu para Creta. Considerando a situação desesperadora de Antíoco, eram condições moderadas e clementes. Através delas, como já havia feito na África, Cipião queria garantir o predomínio e a influência romana de maneira pacífica, sem a necessidade de uma anexação. Em um só movimento, os romanos conquistaram a Ásia Menor e a Grécia Antiga.
De volta a Roma, Lúcio Cipião, "para não ser superado por seu irmão no sobrenome, passou a ser chamado de o Asiático". Além disso, organizou um triunfo que, considerando a pompa, foi mais esplêndido que o de Cipião, o Africano sobre Cartago. A única recompensa deste por essa campanha foi sua nomeação, pela terceira vez, a príncipe do senado.

### Declínio político e morte (188–183 a.C.)

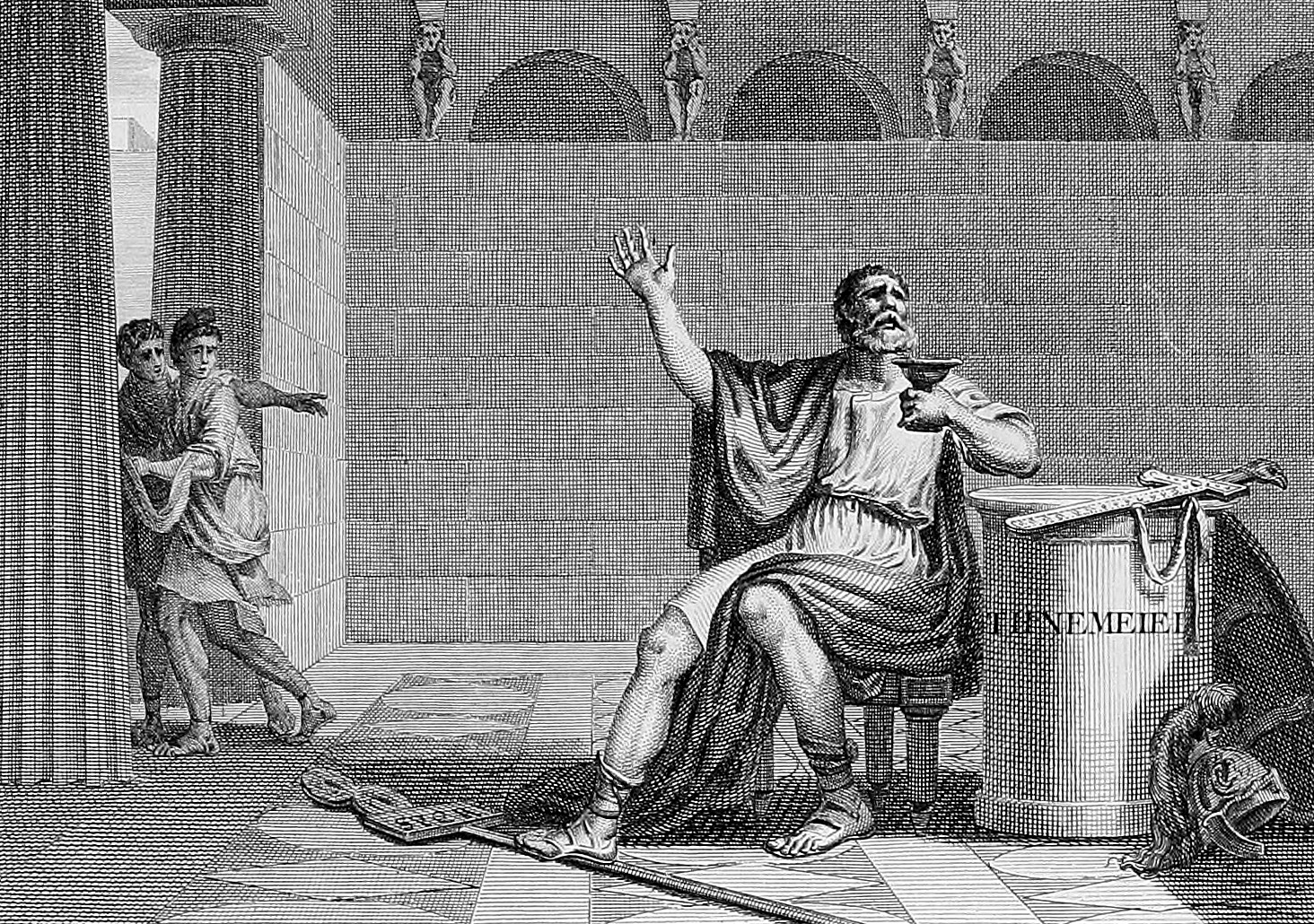
Morte de Aníbal. Acredita-se tradicionalmente que Cipião e seu grande rival teriam morrido na mesma época. Aníbal suicidou-se para não ser entregue por Antíoco III, do Império Selêucida, aos romanos.
1799. Gravura de Dambrun.

A vitória proporcionou a Roma não apenas imensas riquezas, mas também o domínio do mar Egeu. Cipião, porém, nada ganhou com a vitória. Ao retornarem a Roma, os dois irmãos foram vítimas de uma campanha difamatória com acusações de corrupção, especialmente contra Lúcio, por parte de seus adversários políticos, que estavam desapontados pelas condições brandas impostas na paz em Magnésia e bastante alarmados pelo poder, riqueza e influência dos irmãos sobre a população romana. Os dois foram formalmente acusados de se apropriarem das enormes riquezas de Antíoco III sem entregarem ao Erário público a sua parte devida.
Depois de ter reafirmado duramente seu relato afirmando que sua palavra deveria ser suficiente, Públio retirou-se para sua villa em Literno, na Campânia. Conta-se que foi nesta ocasião que teria dito uma de suas mais famosas frases, "Pátria ingrata, não terás sequer os meus ossos!". Em 183 a.C., muito doente, Públio morreu, aos 52 anos, em Literno. Tradicionalmente se acredita que sua morte tenha ocorrido na mesma época que, em Libissa, na margem oriental do mar de Mármara, teria se suicidado o seu grande inimigo Aníbal.

## Túmulo de Cipião
Os arqueólogos ainda não conseguiram determinar onde foi sepultado Cipião, o Africano. A Tumba dos Cipiões foi descoberta e está aberta a visitação, mas não se acredita que o Africano esteja lá. A possibilidade existe de que seus restos tenham sido levados para Roma e depositados ali em alguma cripta ainda não identificada. Lívio afirma que as estátuas de Cipião, o Africano, Lúcio Cipião e do poeta Ênio (amigo da família) estavam na Tumba quando ele a visitou, mas Sêneca, depois de mudar-se para a villa em Literno que pertencia a Cipião, diz: reverenciei seu espírito e um altar que estou inclinado a acreditar que é o túmulo do grande guerreiro"'. Isto sugere que se sabia que Cipião não estava enterrado em Roma e é possível que seu sarcófago de fato se pareça com um altar (embora não haja evidências disto), dado que o túmulo do fundador dos Cipiões, Lúcio Cornélio Cipião Barbato, que está no Tumba dos Cipiões, de fato se parece com um.